# 劉逞
刘逞（？—318年），中国五胡十六国漢國皇族。新兴（今山西省忻州）匈奴人。刘聪子。

## 生平
嘉平二年（312年），汉国皇帝刘聪封自己的儿子刘恒为代王，刘逞为吴王，刘朗为颍川王，劉皋为零陵王，劉旭为丹阳王，刘京为蜀王，刘坦为九江王，刘晃为临川王。王育为太保、王彰为太尉，任顗为司徒，马景为司空，朱纪为尚书令，范隆为左仆射，呼延晏为右仆射。汉昌元年（318年），靳准让皇太后靳月华和皇后靳氏劝说刘粲。太宰刘景、大司马刘骥、刘骥的同母弟车骑大将军吴王刘逞、大司徒齐王刘劢于是被处死。朱纪和范隆逃奔长安。

## 资料来源
- 《资治通鉴》晋纪